# Nathalo
Hnathalo, ou Nathalo, est une tribu et un lieu d'habitation située au nord de l'île de Lifou dans les îles Loyauté. C'est là où se trouve la grande chefferie du district de Wetr "Hnupel".

## Histoire
En 1860, la père Fabre y établit une mission catholique ; l'église est consacrée en 1864 ; un puits est foré l'année suivante.

## Économie
La province des îles Loyauté soutient la communauté pour résorber la fracture numérique.

## Transports
L'aérodrome de Lifou-Wanaham est situé à proximité immédiate de Nathalo. En janvier 2020, un avion privé s'écrase à Nathalo lors d'un vol de nuit, entrainant la mort des quatre occupants.

## Santé
Le dispensaire a été rénové en 2023.

## Philatélie
En 1988, le bureau d'études des postes et télécommunications d'outre-mer émet un timbre représentant une case traditionnelle de Nathalo.